# Hrušica

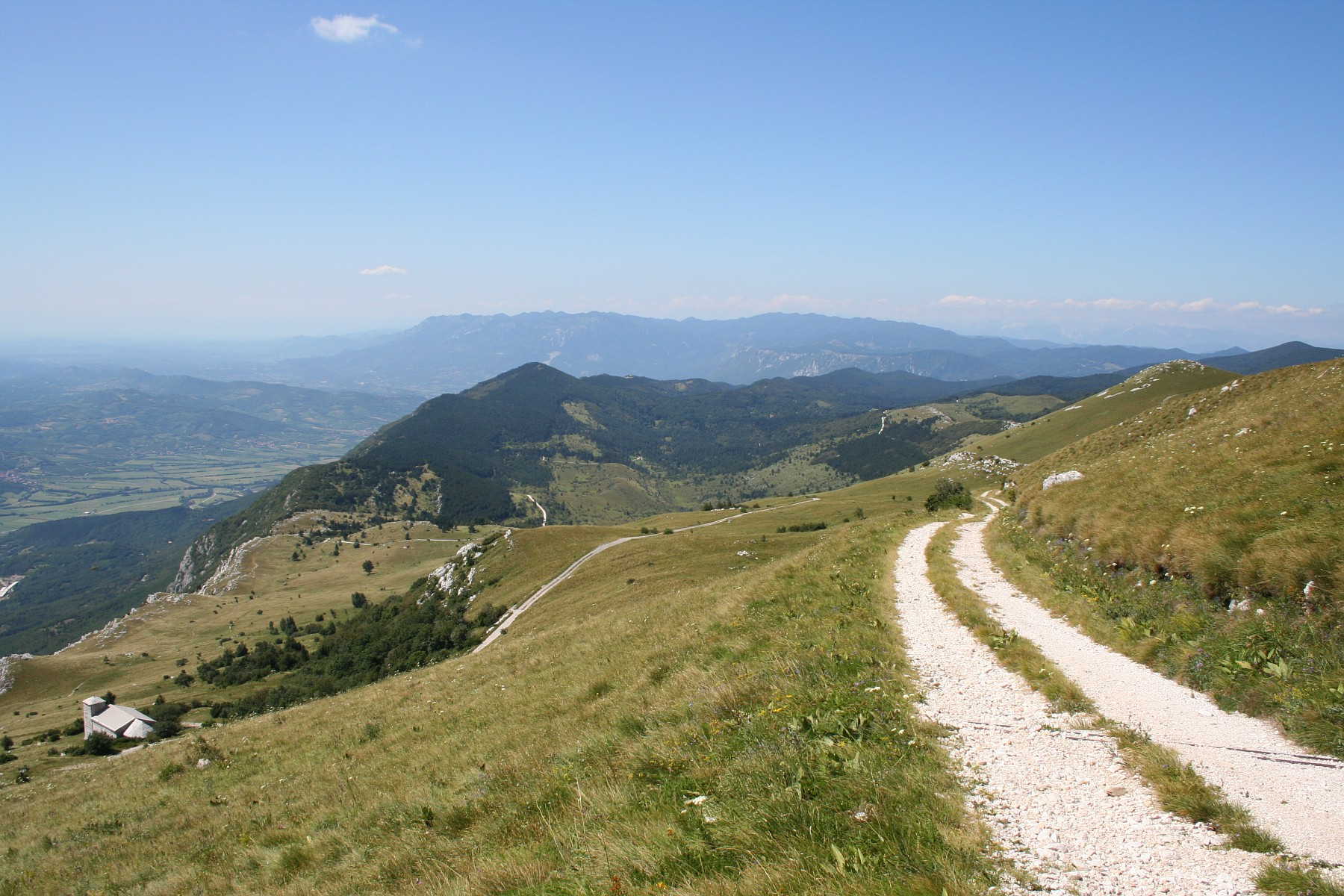
Paysage du Hrušica, vu du mont Nanos.

Le Hrušica (en allemand : Birnbaumer Wald ; en italien : Selva di Piro) est un plateau calcaire ondulé dans le sud-ouest de la Slovénie,  s'étendant entre le plateau du Karst au sud et les Alpes juliennes au nord-ouest. Situé au nord-ouest du col de Postojna, il fait depuis des siècles un passage fréquenté entre les régions traditionnelles de Carniole (Carniole-Intérieure) et du Littoral slovène (Goriška). Il culmine à 1 020 m et a une superficie d'environ 100 km2.

## Toponymie
Le nom de la région est d'origine ancienne, il remonte au camp romain d’Ad Pirum, dont le nom latin doit faire référence au poirier (Birnbaum en allemand et pero en italien). Le nom slovène du plateau aussi est dérivé de hruška, « poire ». Néanmoins, il est également concevable que le nom du fort dérive du grec ancien πῦρ (pŷr), « feu ».

## Géographie

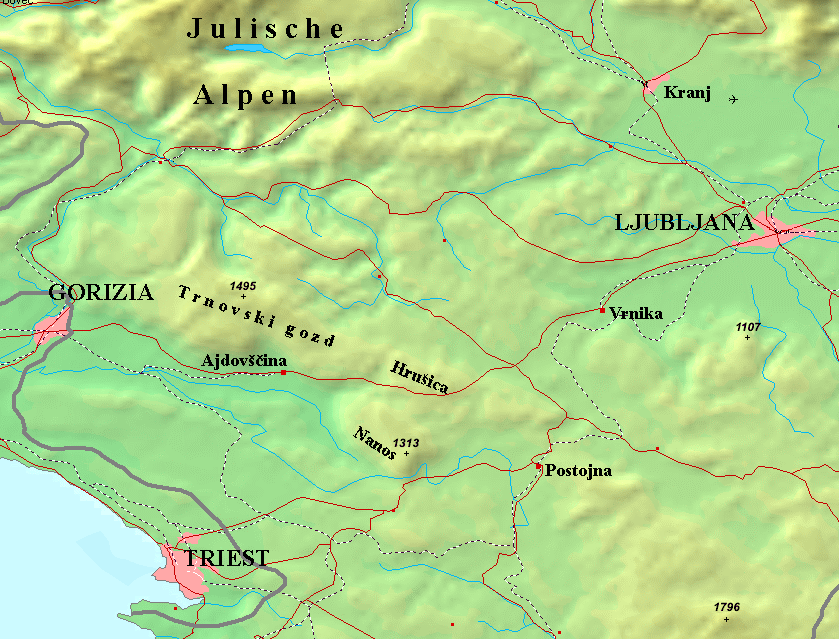
Situation géographique.

Situé au nord-est du massif de Nanos, le Hrušica appartient aux Alpes dinariques en tant que partie intégrante des hauts plateaux karstiques de la Carniole-Intérieure. Le col de Postojna au sud-est est la principale liaison entre Ljubljana, la capitale de Slovénie, avec la côte Adriatique. À travers ce territoire l'une des principales lignes de partage européennes, séparant les bassins de la mer Adriatique et du Danube.
Zone transitoire traditionnelle entre l'Europe centrale et le bassin méditerranéen, la région se caractérise par des différences marquées, tant géographiques que culturelles.

## Histoire
La région en transition apparaît déjà dans la mythologie grecque : les Argonautes qui fuiraient la Colchide au-delà de la mer Noire le long du Danube y arrivèrent pour atteindre la mer Adriatique. Le plateau était également l'emplacement de la route de l'ambre, l'une des plus importantes voies de commerce de l'Antiquité classique reliant la mer Baltique à la mer Méditerranée. 
Le massif voisin de Nanos,  zone d'établissement des Iapydes, est mentionné dans le Géographie, écrite par Strabon entre 20 av. J.-C. et 23 apr. J.-C. Le plateau constituait la frontière entre les provinces romaines de Pannonie et d'Italie ; Strabon rapporte que le transport des marchandises d’Aquilée à Nauportus (Vrhnika) et à Emona (aujourd'hui Ljubljana) y passait par la route qui est peut-être la via Gemina. À cet endroit, les Romains avaient construit au début du IVe siècle ap. J.-C. la forteresse d'Ad Pirum (« Au Poirier »), ouvrage central et principal des Claustra Alpium Iuliarum, une série de défenses statiques érigées après la grande révolte illyrienne pour surveiller les voies commerciales et le cursus publicus. 